# 大石巌
大石 巌（おおいし いわお、1921年〈大正10年〉2月19日 - 2002年〈平成14年〉3月3日）は、日本の実業家、経営者、ジャーナリスト、証券アナリスト。新日本証券会長。毎日新聞社社友。静岡県出身。

## 略歴・人物
静岡県立静岡中学校から、静岡高等学校 (旧制)に進み、1942年（昭和17年）東京帝国大学法学部卒業。同年、東京日日新聞社入社、経済部記者。日銀記者クラブのキャップなどを務めた。のちに、毎日オリオンズ出向、営業部長。1961年（昭和36年）、毎日新聞を離籍し大商証券に転じ、福岡支店長を経て、1964年（昭和39年）、取締役。1967年（昭和42年）、合併により新日本証券取締役。1975年（昭和50年）、同副社長。1978年（昭和53年）、同社長。1984年（昭和59年）、同副会長。1986年（昭和61年）、同会長。1988年（昭和63年）、相談役に退いた。1984年（昭和59年）、藍綬褒章受章。
1934年（昭和9年）11月20日、沢村栄治が投げた日米野球を静岡草薙球場で観覧している。静岡中学時代は、学業に専念するため野球部に所属しなかったが、旧制静高、東京帝大時代は野球一色で過ごし、のちにプロ野球大毎オリオンズのフロントで活躍、代表を務めた。
新日本証券副社長時代の1977年（昭和52年）、毎日新聞社が苦境に陥った際、当時すでに財界の重鎮であった中山素平、小山五郎らと連携し、平岡敏雄毎日新聞社社長を助け、毎日新聞を破綻から救うのに貢献した。毎日新聞社はこれを多として異例の社友として遇した。
2002年3月3日早朝、急性間質性肺炎のため東京都内の病院で死去、81歳没。